# A smaragd románca
A smaragd románca 1984-es amerikai-mexikói romantikus akcióvígjáték, amelyet Diane Thomas forgatókönyvéből Robert Zemeckis rendezett. A film főszereplői Michael Douglas és Kathleen Turner.
Az Amerikai Egyesült Államokban 1984. március 30-án bemutatott film bevételi és kritikai szempontból is sikert aratott. A folytatása egy évvel később jelent meg A Nílus gyöngye címmel.

## Cselekmény
Joanna Wilder (Kathleen Turner), népszerű romantikus regények írója Kolumbiába utazik, amikor tudomást szerez nővére elrablásáról. Már megérkezésekor figyelik, és hamarosan életveszélyes helyzetekbe kerül, amiből Jack Colton (Michael Douglas), egy jóképű kalandor segíti ki, aki azzal foglalkozik, hogy értékes madarakat ejt csapdába, hogy később eladja őket. A továbbiakban aljas gengszterek és a hatalom zsoldosai üldözik őket. A túsz kiszabadítása mellett egy értékes kincstérkép (és maga a kincs) megszerzése a tét.

## Szereplők
| Szerep        | Színész            | Magyar hang    | Magyar hang        | Magyar hang      |
| Szerep        | Színész            | 1. szinkron    | 2. szinkron        | 3. szinkron      |
| ------------- | ------------------ | -------------- | ------------------ | ---------------- |
| Jack Colton   | Michael Douglas    | Dörner György  | Kőszegi Ákos       | Kaszás Attila    |
| Joanna Wilder | Kathleen Turner    | Bánsági Ildikó | Kubik Anna         | Udvaros Dorottya |
| Ralph         | Danny DeVito       | Harkányi Endre | Harsányi Gábor     | Háda János       |
| Ira           | Zack Norman        | Gáti Oszkár    | Csuja Imre         | Rosta Sándor     |
| Juan          | Alfonso Arau       | Horváth László | Melis Gábor        | Végh Péter       |
| Zolo ezredes  | Manuel Ojeda       | Csikos Gábor   | Varga Tamás        | Áron László      |
| Gloria        | Holland Taylor     | Csomós Mari    | Menszátor Magdolna | Spilák Klára     |
| Elaine Wilder | Mary Ellen Trainor | Géczy Dorottya | Pálos Zsuzsa       | Orosz Anna       |

## Díjak és jelölések
- Golden Globe-díj (1985) – Legjobb film – zenés film és vígjáték kategória
- Golden Globe-díj (1985) – Legjobb színésznő – zenés film és vígjáték kategória: Kathleen Turner
- Oscar-díj (1985) – Legjobb vágás jelölés: Frank Morriss és Donn Cambern